# Nitinat Lake
Der Nitinat Lake ist ein 23 km langer und bis zu 1,2 km breiter fjordartige See an der Südwestküste von Vancouver Island in der kanadischen Provinz British Columbia. Der Nitinat Lake weist eine sehr schmale Verbindung zum Pazifik auf.

## Lage
Er ist Teil der West Coast Trail Unit des Pacific-Rim-Nationalparks. Durch die Nitinat Narrows, eine 3 km lange und bei Ebbe nur 2,5 m tiefe Rinne, ist der See mit dem Pazifik verbunden. Der Nitinat River mündet in das obere Ende des Sees. Davor durchquert der Fluss einen im Nitinat River Provincial Park gelegenen.
Am Gewässer befindet sich das Ditidaht First Nation Nitinat Lake Visitor Centre.
Erreichbar ist der See über die Nitinat Main logging road, eine Holzfällerstraße, die bis Bamfield und Port Alberni reicht. Über Youbou und das Nordufer des Sees ist auch der Cowichan Lake erreichbar.

## Ditidaht
Mit dem Nitinat Lake sind die Ditidaht, ein Teilstamm der Nuu-chah-nulth, aufs engste verbunden. Das Wohngebiet der Ditidaht liegt am Nord- und Ostende des Sees. Das Hauptreservat ist das Malachan Indian Reserve #11 am Ostrand des Sees, wo rund 120 Ditidaht leben, weitere etwa 50 an anderen Orten innerhalb des Reservats. Die insgesamt 17 Reservate umfassen 725,3 ha. Der Stamm wurde früher auch Nitinaht oder Nitinat genannt. Die Sprache der Ditidaht, das Nitinaht, galt um 2000 praktisch als ausgestorben, doch gibt es inzwischen eine Schule für diese Sprache.

## Flora

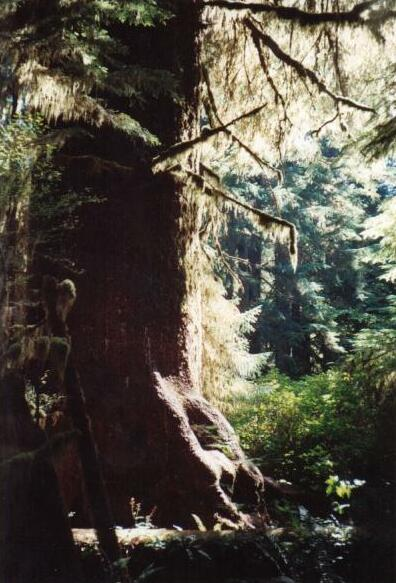
Der Carmanah Giant, 1993

Vom Nitinat Lake ist es nicht weit zum Carmanah Walbran Provincial Park im Südwesten. Dort findet sich der Carmanah Giant, mit 95 m eine der höchsten Sitka-Fichten überhaupt. Im Westen befindet sich der Hitchie Creek Provincial Park (226 ha). Etwas nördlich des Sees liegt, am Nitinat River, der Nitinat River Provincial Park (160 ha) mit einem Urwald aus Douglasien und Westamerikanischen Hemlocktannen (Tsuga heterophylla).

## Fauna
Roosevelt Elks, Schwarzbären, Cougars und Wölfe müssen nicht weiter hervorgehoben werden, aber der gefährdete Marmelalk und Keens Langohrfledermaus (Myotis keenii, s. Mausohren) sind selbst hier eine Seltenheit.

## Lachszucht, Tourismus
Die Nitinat River Hatchery ist eine der größten Lachsfarmen des Landes. Allein 350.000 Coho-Lachse, dazu 10.000 Steelheads werden hier aufgezogen. Auch Chinooks sind reichlich vorhanden.
Der See gilt als eines der zehn besten Windsurfgebiete, ist aber auch zum Paddeln und für das Kanu geeignet. Er befindet sich in einem Urwaldgebiet (old-growth forest) des Nationalparks. Eine Kanuwanderung führt über Nitinat, Hobiton und Tsusiat Lake (38 km, 4–5 Tage, dabei weniger als 17 km Ruderstrecke).